# Halowe Mistrzostwa Świata w Lekkoatletyce 1991 – bieg na 60 m przez płotki kobiet
Bieg na 60 m przez płotki kobiet – jedna z konkurencji rozgrywanych podczas halowych mistrzostw świata w lekkoatletyce w 1991. Eliminacje, półfinały oraz finał odbyły się 9 marca.
Do eliminacji zgłoszonych zostało 25 zawodniczek z 17 państw.
Zawody w tej konkurencji wygrała reprezentantka ZSRR Ludmiła Narożylenko. Drugą pozycję zajęła zawodniczka z Francji Monique Éwanjé-Épée, trzecią zaś reprezentująca Kubę Aliuska López.

## Wyniki

### Eliminacje
Źródło: 
Bieg 1
| Miejsce | Zawodniczka           | Państwo           | Wynik | Uwagi |
| ------- | --------------------- | ----------------- | ----- | ----- |
| 1.      | Ludmiła Narożylenko   | ZSRR              | 8,00  |       |
| 2.      | Kim McKenzie          | Stany Zjednoczone | 8,07  |       |
| 3.      | Sylvia Dethier        | Belgia            | 8,17  | NR    |
| 4.      | Odalys Adams          | Kuba              | 8,22  |       |
| 5.      | María José Mardomingo | Hiszpania         | 8,25  |       |
| 6.      | Nezha Bidouane        | Maroko            | 8,74  | NR    |
| 7.      | Deborah de Souza      | Peru              | 9,42  |       |

Bieg 2
| Miejsce | Zawodniczka       | Państwo         | Wynik | Uwagi |
| ------- | ----------------- | --------------- | ----- | ----- |
| 1.      | Anna Piquereau    | Francja         | 7,98  |       |
| 2.      | Mihaela Pogăcean  | Rumunia         | 8,00  |       |
| 3.      | Brigita Bukovec   | Jugosławia      | 8,16  | NR    |
| 4.      | Lesley-Ann Skeete | Wielka Brytania | 8,17  |       |
| 5.      | Blanka Henešová   | Czechosłowacja  | 8,31  |       |
| 6.      | Yasmina Azzizi    | Algieria        | 8,42  | AR    |

Bieg 3
| Miejsce | Zawodniczka      | Państwo                              | Wynik | Uwagi |
| ------- | ---------------- | ------------------------------------ | ----- | ----- |
| 1.      | Lidzija Jurkowa  | ZSRR                                 | 8,04  |       |
| 2.      | Kristin Patzwahl | Niemcy                               | 8,12  |       |
| 3.      | Liliana Năstase  | Rumunia                              | 8,13  |       |
| 4.      | Louise Fraser    | Wielka Brytania                      | 8,21  |       |
| 5.      | Cheryl Wilson    | Stany Zjednoczone                    | 8,28  |       |
| 6.      | Flora Hyacinth   | Wyspy Dziewicze Stanów Zjednoczonych | 8,85  |       |

Bieg 4
| Miejsce | Zawodniczka         | Państwo   | Wynik | Uwagi |
| ------- | ------------------- | --------- | ----- | ----- |
| 1.      | Monique Éwanjé-Épée | Francja   | 7,98  |       |
| 2.      | Claudia Zaczkiewicz | Niemcy    | 8,20  |       |
| 3.      | Aliuska López       | Kuba      | 8,22  |       |
| 4.      | Ulrike Beierl       | Austria   | 8,33  |       |
| 5.      | Pang Jiewen         | Chiny     | 8,42  |       |
| 6.      | Ana Barrenechea     | Hiszpania | 8,47  |       |

### Półfinały
Źródło: 
Bieg 1
| Miejsce | Zawodniczka           | Państwo         | Wynik | Uwagi |
| ------- | --------------------- | --------------- | ----- | ----- |
| 1.      | Monique Éwanjé-Épée   | Francja         | 7,90  |       |
| 2.      | Mihaela Pogăcean      | Rumunia         | 8,00  |       |
| 3.      | Lidzija Jurkowa       | ZSRR            | 8,03  |       |
| 4.      | Aliuska López         | Kuba            | 8,10  |       |
| 5.      | Lesley-Ann Skeete     | Wielka Brytania | 8,15  |       |
| 6.      | Brigita Bukovec       | Jugosławia      | 8,16  | =     |
| 7.      | María José Mardomingo | Hiszpania       | 8,28  |       |
| 8.      | Claudia Zaczkiewicz   | Niemcy          | 8,31  |       |

Bieg 2
| Miejsce | Zawodniczka         | Państwo           | Wynik | Uwagi |
| ------- | ------------------- | ----------------- | ----- | ----- |
| 1.      | Ludmiła Narożylenko | ZSRR              | 7,93  |       |
| 2.      | Anna Piquereau      | Francja           | 7,96  |       |
| 3.      | Odalys Adams        | Kuba              | 8,02  |       |
| 4.      | Kim McKenzie        | Stany Zjednoczone | 8,02  |       |
| 5.      | Kristin Patzwahl    | Niemcy            | 8,10  |       |
| 6.      | Liliana Năstase     | Rumunia           | 8,19  |       |
| 7.      | Sylvia Dethier      | Belgia            | 8,21  |       |
| 8.      | Louise Fraser       | Wielka Brytania   | 8,24  |       |

### Finał
Źródło: 
| Miejsce | Zawodniczka         | Państwo           | Wynik | Uwagi |
| ------- | ------------------- | ----------------- | ----- | ----- |
| 01 !    | Ludmiła Narożylenko | ZSRR              | 7,88  |       |
| 02 !    | Monique Éwanjé-Épée | Francja           | 7,90  |       |
| 03 !    | Aliuska López       | Kuba              | 8,03  |       |
| 4.      | Lidzija Jurkowa     | ZSRR              | 8,03  |       |
| 5.      | Anne Piquereau      | Francja           | 8,04  |       |
| 6.      | Mihaela Pogăcean    | Rumunia           | 8,04  |       |
| 7.      | Kim McKenzie        | Stany Zjednoczone | 8,05  |       |
| 8.      | Odalys Adams        | Kuba              | 8,11  |       |